# Warracknabeal
Warracknabeal – miasto w Australii, w stanie Wiktoria.